# Saanich Peninsula
Die Saanich-Halbinsel (englisch Saanich Peninsula) ist eine Halbinsel in der kanadischen Provinz British Columbia. Die Halbinsel bildet das sich von der eigentlichen Südspitze nach Südosten ziehende Ende von Vancouver Island und gehört zum Verwaltungsbezirk Capital Regional District.
Auf der grundsätzlich gleichmäßig dicht besiedelten Halbinsel finden sich verschiedene Gemeinden. Neben den auf der Halbinsel gelegenen Reservaten der First Nations, welche nur von wenigen Ureinwohnern bewohnt werden, sind der auf der Halbinsel gelegene ȽÁU,WELṈEW̱/John Dean Provincial Park sowie der Gulf-Islands-Nationalpark die wenigen größeren dünn bzw. nicht besiedelten Gebiete. Weiterhin sind die Parks auch touristische Attraktionen, ebenso wie das British Columbia Aviation Museum, das Dominion Astrophysical Observatory, Victoria Butterfly Gardens und Butchart Gardens.

## Lage
Die Halbinsel verjüngt sich von ihrer Basis nördlich der Stadt Victoria weiter nach Norden, mit dem Fährterminal Swartz Bay der BC Ferries am Ende. Nach Westen schneidet der Saanich Inlet weit in die Insel ein und trennt damit die Halbinsel von der restlichen Insel ab. Nach Osten grenzt die Halbinsel an die Gewässer der Haro-Straße. Das südliche Ende der Halbinsel ist nicht exakt festgelegt. Nach gängigen Definitionen umfasst die Saanich Peninsula nicht die gesamte Halbinsel, sondern seine südliche Begrenzung verläuft ungefähr von der Mitte des Saanich Inlets (etwa am Übergang in den Finlayson Arm) zur gegenüberliegenden Küste (etwa auf Höhe von Cordova Bay).

## Geologie
Die Halbinsel ist grundsätzlich von leicht welliger Oberfläche und mit zahlreichen kleinen Seen durchzogen. Die Küstenlinie ist von felsigen und schroffen Ufern geprägt. Größere Einschnitte oder Buchten finden sich entlang der Halbinsel mehrere. Höchster Punkt der Halbinsel ist der Mount Newton, mit 306 m Höhe. Südlich der Halbinsel finden sich mit dem Mount Work (449 m Höhe) und dem Jocelyn Hill (434 m Höhe) noch zwei weitere Berge.
Auf der Saanich Peninsula finden sich Gesteinsformation aus dem Perm, dem Trias, dem Jura sowie dem Quartär. Die verbreitetsten Gesteinsarten sind Basalt, Diorit, Dazit und Kalkstein  sowie seltener Andesit, Sandstein und Schiefer.

### Flora und Fauna
Innerhalb des Ökosystems von British Columbia wird die Halbinsel hauptsächlich der Coastal Douglas Fir Zone zugeordnet. Gleiche biogeoklimatische Zonen zeichnen sich durch ein jeweils gleiches Klima sowie gleiche oder ähnliche biologische und geologische Voraussetzungen aus. Daraus resultiert in den jeweiligen Zonen dann auch ein sehr ähnlicher Bestand an Pflanzen und Tieren.
Nach der letzten forstwirtschaftlichen Nutzung und Aufforstung wachsen auf der Halbinsel, besonders in den geschützten Gebieten, hauptsächlich Douglasien, westamerikanische Hemlocktannen, Riesen-Lebensbäume, Oregon-Eichen und Küsten-Kiefern. Ebenfalls finden sich auf der Halbinsel einige der amerikanischen Erdbeerbäume. Der Wald besitzt hier, sofern vorhanden, einen Unterwuchs aus Mahonien, Besenginster und Bärentrauben. Außerdem finden sich auf der Halbinsel Zahnlilien, Waldlilien sowie Schneebeeren. Im Unterholz finden sich weiterhin der Nuttalls Blüten-Hartriegel, auch Pazifischer Blüten-Hartriegel genannt (engl. Pacific dogwood), die Wappenpflanze von British Columbia.

### Klima
Aufgrund der üblicherweise vorherrschenden Windrichtungen ist die gesamte Halbinsel relativ gut vor den ansonsten recht häufigen und sehr ergiebigen Regenschauern an der kanadischen Westküste geschützt. Die gesamte Halbinsel gilt als einer der niederschlagärmsten Bereiche an der Küste. Genau sind die Temperatur sowohl im Sommer wie auch im Winter gemäßigt.
|                        | Jan   | Feb   | Mär  | Apr  | Mai  | Jun  | Jul  | Aug  | Sep  | Okt  | Nov   | Dez   |   |       |
| Mittl. Temperatur (°C) | 3,8   | 4,9   | 6,4  | 8,8  | 11,8 | 14,4 | 16,4 | 16,4 | 14   | 9,8  | 6,1   | 4     | ⌀ | 9,8   |
| Mittl. Tagesmax. (°C)  | 6,9   | 8,4   | 10,5 | 13,4 | 16,6 | 19,3 | 21,9 | 22   | 19,4 | 14,2 | 9,5   | 6,9   | ⌀ | 14,1  |
| Mittl. Tagesmin. (°C)  | 0,7   | 1,4   | 2,3  | 4,1  | 6,9  | 9,3  | 10,8 | 10,8 | 8,4  | 5,3  | 2,7   | 1,0   | ⌀ | 5,3   |
|                        |       |       |      |      |      |      |      |      |      |      |       |       |   |       |
| Niederschlag (mm)      | 136,6 | 107,8 | 78   | 44,5 | 36,5 | 32   | 19,5 | 23,9 | 30,4 | 75,7 | 147,2 | 151,2 | Σ | 883,3 |
|                        |       |       |      |      |      |      |      |      |      |      |       |       |   |       |
| Sonnenstunden (h/d)    | 2,2   | 3,2   | 4,6  | 6,3  | 7,9  | 8,4  | 10,4 | 9,7  | 7,3  | 4,5  | 2,5   | 1,9   | ⌀ | 5,8   |
|                        |       |       |      |      |      |      |      |      |      |      |       |       |   |       |
| Regentage (d)          | 17,8  | 16,1  | 16,2 | 13,2 | 11,6 | 10   | 5,7  | 5,6  | 7,4  | 13,2 | 18,7  | 18,7  | Σ | 154,2 |
|                        |       |       |      |      |      |      |      |      |      |      |       |       |   |       |
| Luftfeuchtigkeit (%)   | 87    | 84    | 80   | 75   | 74   | 73   | 73   | 75   | 79   | 85   | 87    | 88    | ⌀ | 80    |

| 0,7 |

| 1,4 |

| 2,3 |

| 4,1 |

| 6,9 |

| 9,3 |

| 10,8 |

| 10,8 |

| 8,4 |

| 5,3 |

| 2,7 |

| 1,0 |

| 0,7 |

| 1,4 |

| 2,3 |

| 4,1 |

| 6,9 |

| 9,3 |

| 10,8 |

| 10,8 |

| 8,4 |

| 5,3 |

| 2,7 |

| 1,0 |

## Geschichte

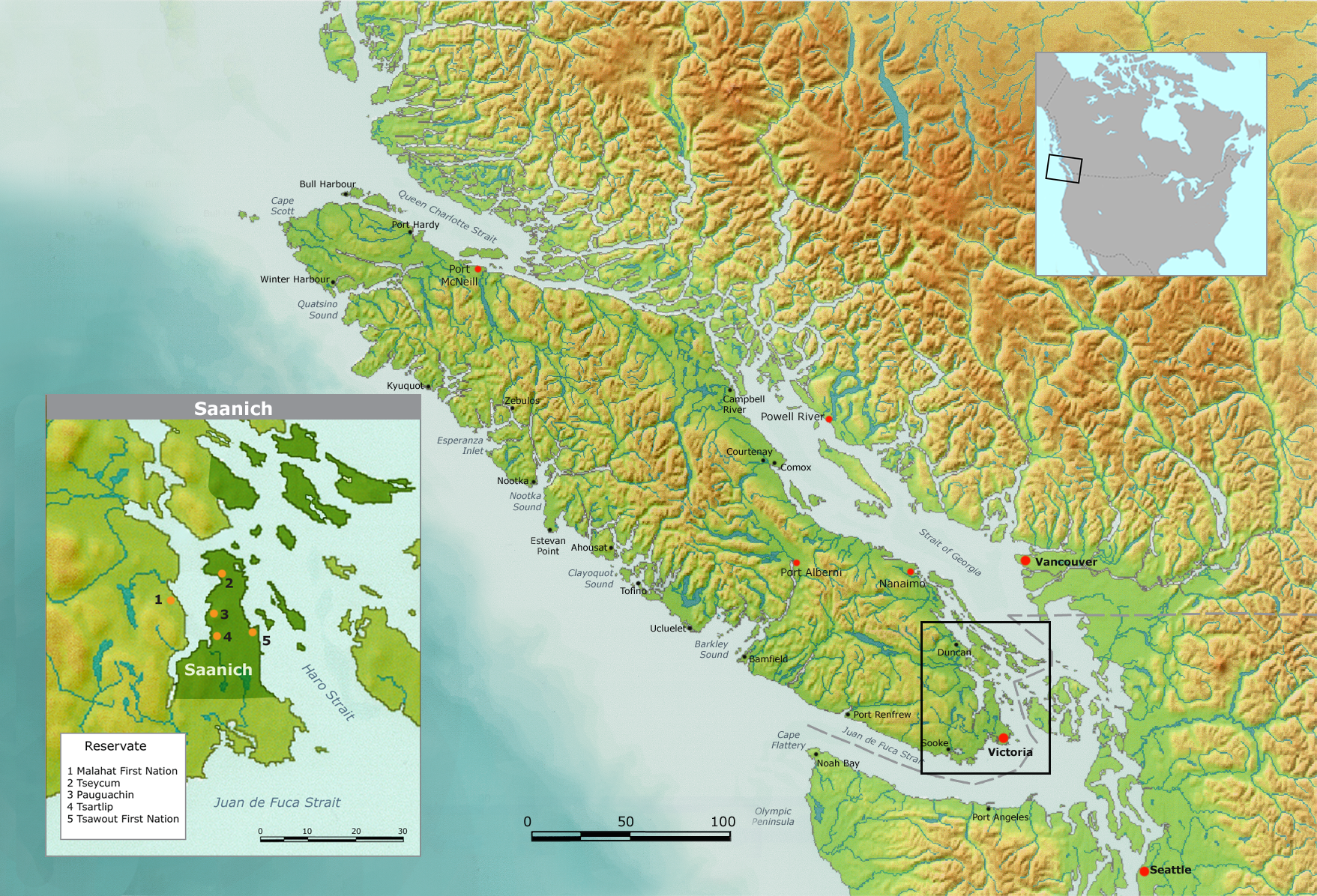
Karte der First-Nations-Reservate auf der Halbinsel

Die Halbinsel ist ursprünglich Siedlungs- und Jagdgebiet des namensgebenden Volks der Saanich, die zu den First Nations gehören. Auf der Halbinsel lebten mehrere Gruppen, so die Tsartlip, die Pauquachin, die Tsawout und die Tseycum. Ebenso finden sich auf der Halbinsel heute noch Reservate dieser Gruppen.
Die europäische Geschichte reicht bis zu den ersten Expeditionen der Briten und Spanier in den 1770er Jahren zurück. Dabei ist jedoch unsicher, wer dieses Gebiet wo betreten hat. Sicher ist dies erst mit der Expedition unter George Vancouver im Jahr 1792. Die ersten europäischen Siedler ließen sich um 1850 auf der Halbinsel nieder. Der erste Siedlungsschwerpunkt lag im Gebiet des heutigen Bezirks Central Saanich. Die ersten Siedler, die sich hier niederließen, gründeten Farmen im Auftrag der Pugets Sound Agricultural Company, einer Tochter der Hudson’s Bay Company (HBC). 1852 hatte Gouverneur James Douglas, welcher gleichzeitig auch immer noch Leitender Angestellter der HBC war, mit den Saanich zwei Verträge, als Teil der so genannten Douglas Treaties, zum Tausch von Decken gegen Land abgeschlossen. Diese Verträge und die Auslegung durch die Europäer ermöglichten diesen eine weitere Landnahme auf der Halbinsel. Die Auslegung der Verträge, welche von den Saanich nicht als Verträge, sondern nur als persönliche Absprache gesehen werden, führt bis heute zu Streitigkeiten.
Mit der Schaffung der Kronkolonie Vancouver Island und dem Fraser-Canyon-Goldrausch stieg der Bedarf an Lebensmitteln immer mehr an. Daher ließen sich auf der Halbinsel immer mehr Siedler nieder und gründeten Farmen. Diese Entwicklung hielt an. Besonders nach dem Ersten Weltkrieg wurden jedoch viele Farmen zugunsten von Wohngebieten aufgegeben. Heute herrschen auf der Halbinsel Wohnbebauung und die entsprechende Infrastruktur vor.

## Bevölkerung
Auf der Saanich Peninsula leben ungefähr 37.600 Menschen. Eine genaue Bestimmung der Bevölkerungszahl ist nicht möglich, da keine exakte Grenzbestimmung nach Süden erfolgt.
Auf der Halbinsel befinden sich, von Nord nach Süd, folgende Gemeinden:
- North Saanich
- Sidney
- Central Saanich
- Saanich (nur der nördliche Teil der Gemeinde wird zur Halbinsel gerechnet)
- Highlands (nur der nördliche Teil der Gemeinde wird zur Halbinsel gerechnet)

## Verkehr
Die Halbinsel wird von zwei größeren Verkehrswegen durchzogen. Sowohl der Highway 17 als auch der Highway 17A verlaufen in Nord-Süd-Richtung. Der Highway 17 erschließt dabei die östlichen Gebiete der Halbinsel, während der Highway 17A die westlichen Gebiete durchquert. Gemeinsames nördliches Ende beider Highways ist das Swartz Bay Ferry Terminal. Von hier aus erfolgt die Anbindung an das Lower Mainland und nach Vancouver. Bedingt durch dieses Fährterminal ist der Verkehr auf dem Highway 17 entsprechend dicht.
Zusätzlich zum Fährterminal in Swartz Bay gibt es noch eine kleine Fährverbindung über den Saanich Inlet. Die kleine Fähre verkehrt von Brentwood Bay nach Mill Bay.
Nahe dem nördlichen Ende der Halbinsel befindet sich der Flughafen Victoria International. Er ist der größte der Flughäfen auf Vancouver Island und daher von entsprechender Wichtigkeit. Obwohl die Bahnen die Landung bzw. den Start großer Flugzeuge nicht zulassen, wird er von verschiedenen Regionalfluggesellschaften sowohl im nationalen wie auch im internationalen Verkehr angeflogen.
Weiterhin gibt es auch noch öffentlichen Personennahverkehr, der durch verschiedene Buslinien sichergestellt wird. Zurzeit betreibt Victoria Regional Transit System neun Buslinien auf der Halbinsel. Schienenverkehr findet auf der Saanich Peninsula nicht statt.